# Бульвар Шевченко (Запорожье)
Бульва́р Тара́са Шевче́нко (укр. бульва́р Тара́са Шевче́нка) — бульвар в Вознесеновском районе города Запорожье. Расположен перпендикулярно проспекту Соборному. Возник в конце 1940-х годов. С 1949 году носил имя Андрея Жданова. Получил современное название решением городского совета от 26 января 1989 года.
В 2000-х во времена городского головы А. В. Поляка на бульваре сооружена сеть фонтанов и Часы влюблённых. 13 января 2003 года Часы влюблённых становятся музыкальными — каждый час они, кроме традиционного боя, играют мелодию неофициального гимна Запорожья — песни из кинофильма «Весна на Заречной улице».
На пересечении бульвара Шевченко и улицы Победы расположена одна из городских башен.
На бульваре Шевченко установлено несколько памятников. В 1974 году в честь советских лётчиков, участвовавших во Второй мировой войне был установлен реактивный самолет МиГ-19, который в 1990 году был заменён макетом истребителя, похожим на Ла-5.
Также перед Часами Влюбленных, напротив здания городского совета, в 2017 году установлена фотозона "Я люблю Запорожье". Примечательно, что первоначальный вариант спустя год использования посчитали неправильным и переместили на площадь Маяковского, а тут установили другой.
В 2005 году на пересечении бульвара Шевченко и улицы Победы был открыт памятник к 60-й годовщине победы в Великой Отечественной войне (скульпторы Ф. Зайцев и Б. Чак).
В 2011 году был построен 17-этажный отель и бизнес-центр Khortitsa Palace, расположенный между бульваром и Набережной магистралью. Из его окон открывается вид на реку Днепр и остров Хортица.
11 октября 2014 года на бульваре были открыты памятники героям фильма «Весна на Заречной улице» (учительница и сталевар).

## Галерея

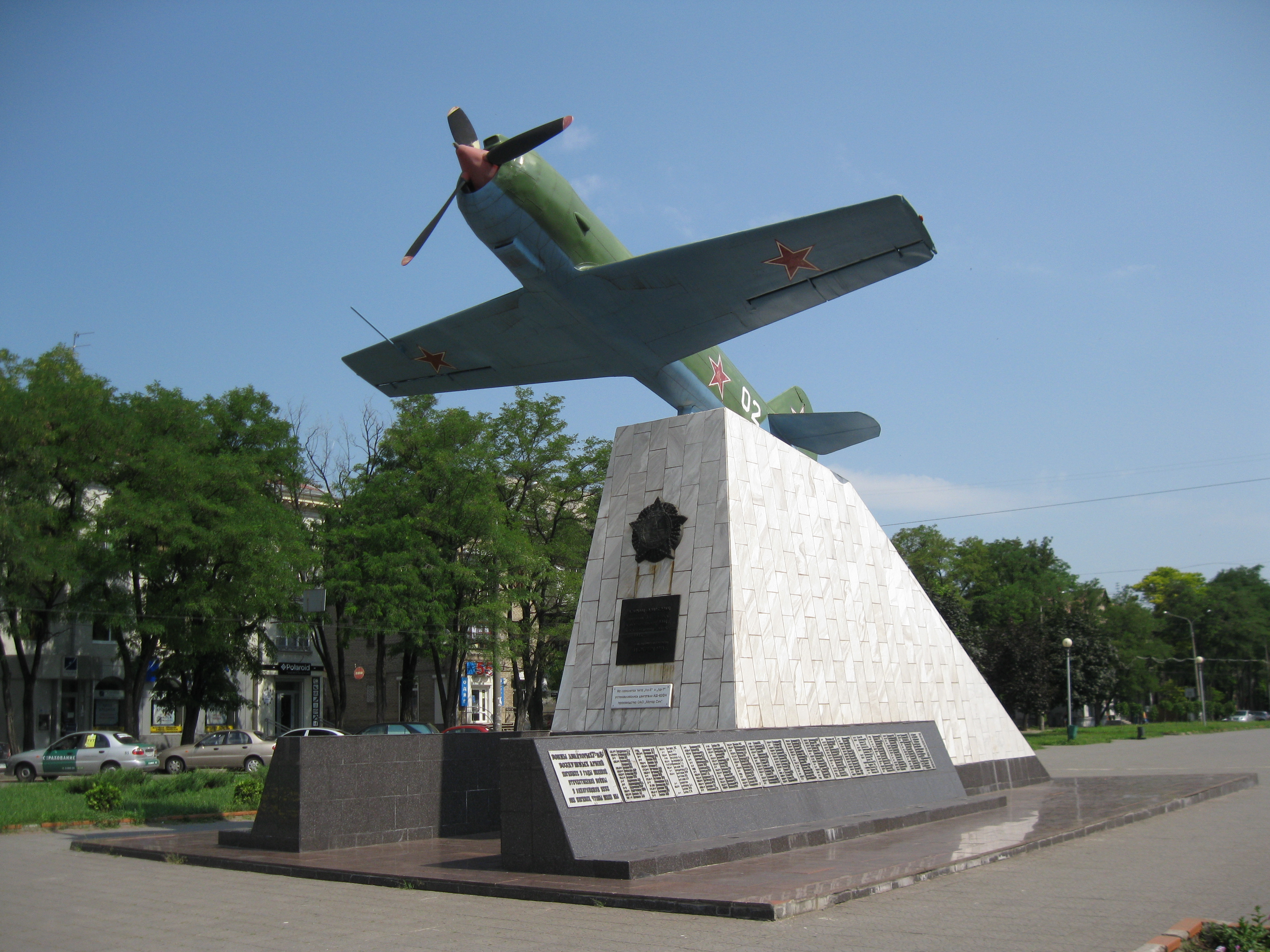
Памятник советским лётчикам
Обелиск к 60-летию Победы
Памятник учительнице
Памятник сталевару
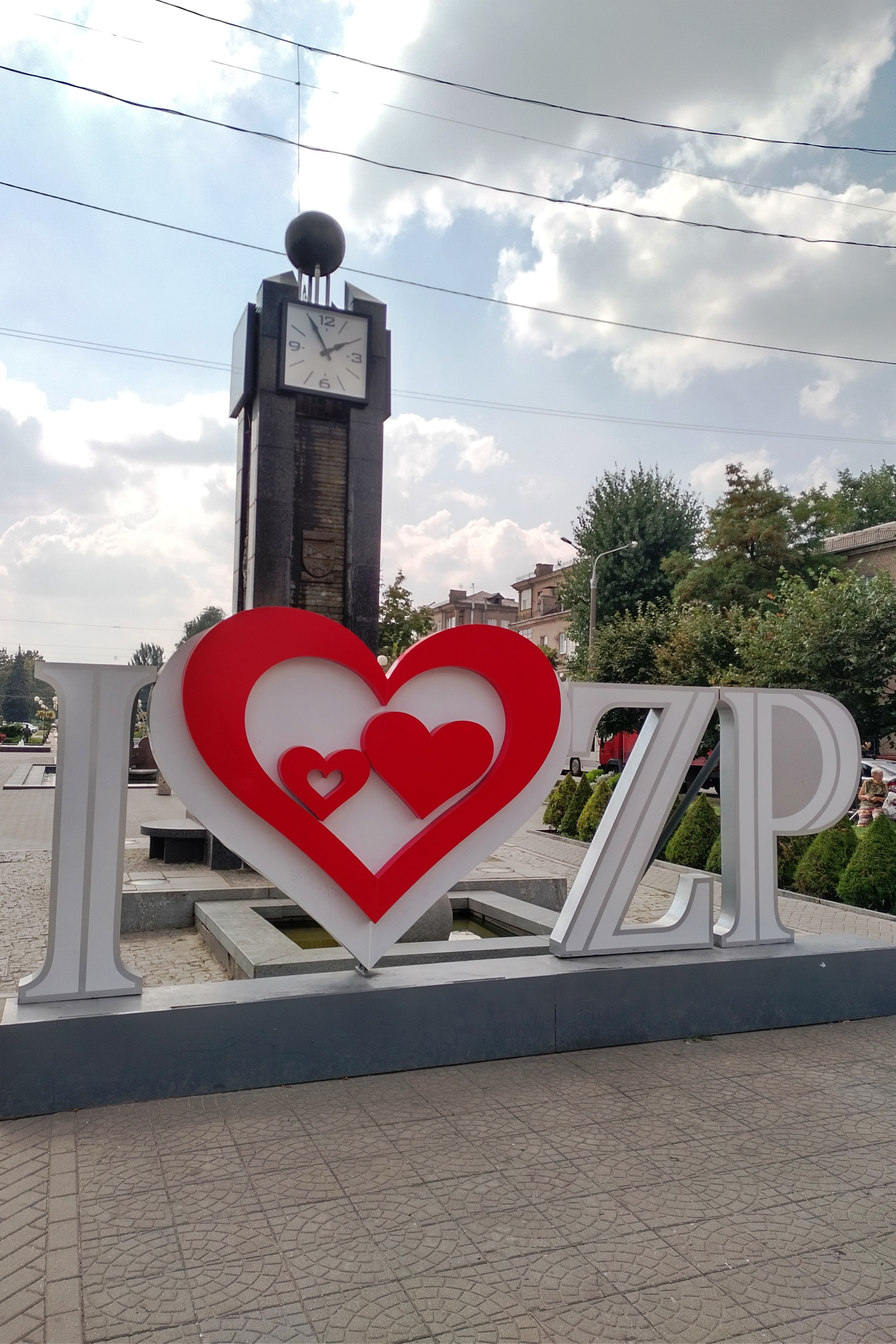
Часы влюблённых
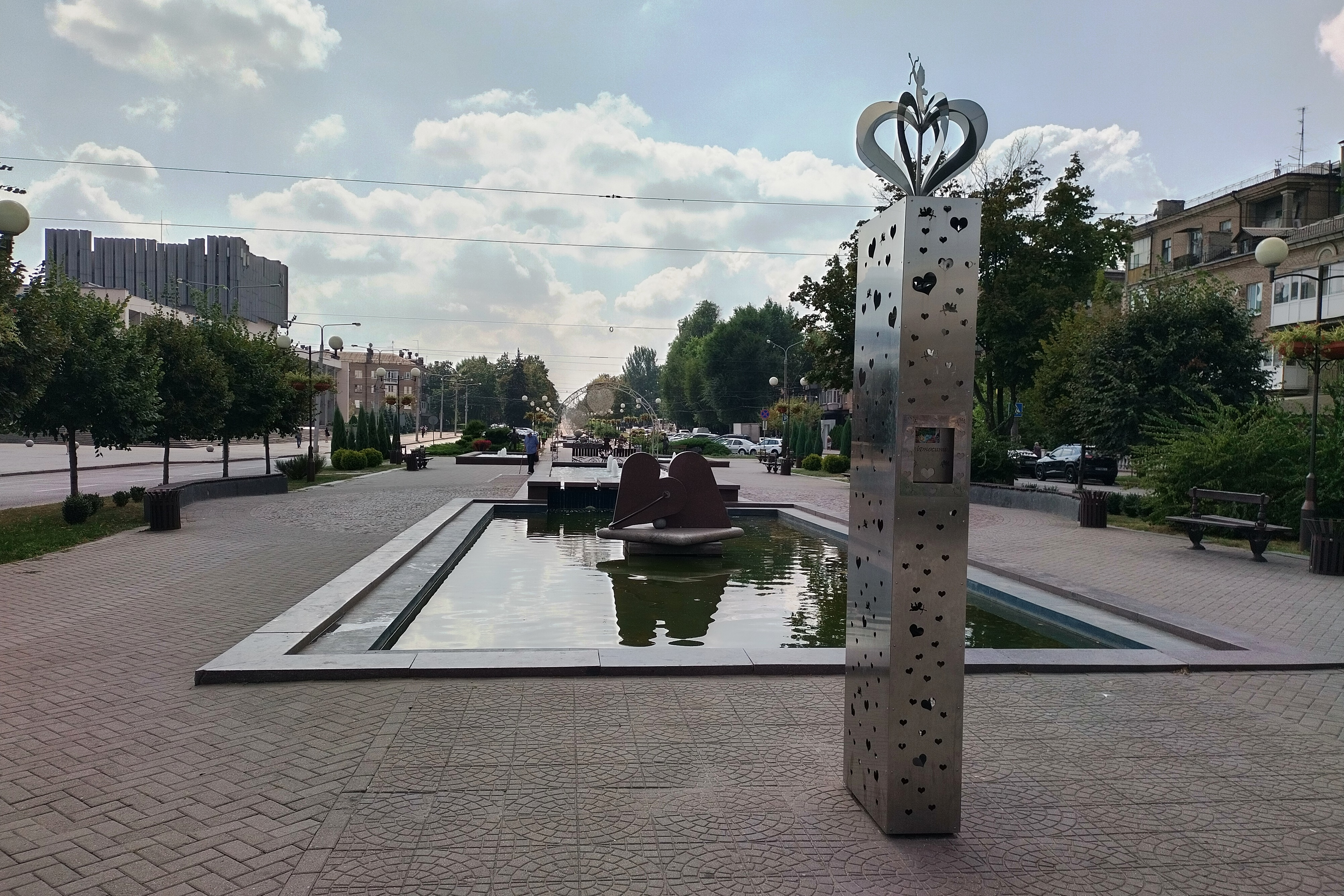
Стела влюблённых